# Joel Hayward
Joel Hayward, né le 27 mai 1964 est un historien et essayiste néo-zélandais né à Christchurch.

## Publications

### Travaux d'étude
- (1993). The Fate of Jews in German Hands: An Historical Enquiry into the Development and Significance of Holocaust Revisionism. Thesis (M.A.). University of Canterbury, 1993.
- (1996). Seeking the Philosopher's Stone: Luftwaffe Operations during Hitler's Drive to the East, 1942–1943. Ph.D. thesis. University of Canterbury, 1996.

### Sélection d'articles
This is a selected bibliography of peer-reviewed articles.
- (1995). "Hitler's Quest for Oil: The Impact of Economic Considerations on Military Strategy, 1941–42." The Journal of Strategic Studies 18(4): 94-135. December 1995. Reprinted in Jeremy Black, ed., The Second World War, Volume I: The German War 1939–1942 (London: Ashgate, 2007), p. 441–482.
- (1997). "Stalingrad: An Examination of Hitler’s Decision to Airlift." Airpower Journal 11(1): 21–37. Spring 1997. Also published by the U.S. Air Force in a Portuguese translation as "Estalingrado: Um Exame da Decisão de Hitler a Respeito do Transporte Aéreo."
- (1997). "The German Use of Airpower at Kharkov, May 1942." Air Power History 44(2): 18–29. Summer 1997.
- (1997). "Von Richthofen's 'giant fire-magic': The Luftwaffe's Contribution to the Battle of Kerch, 1942." The Journal of Slavic Military Studies 10(2): 97–124. June 1997.
- (1998). "A Case Study in Effective Command: An Analysis of Field Marshal Richthofen's Character and Career." New Zealand Army Journal 18: 7–18. January 1998.
- (1999). "NATO's War in the Balkans: A Preliminary Analysis." New Zealand Army Journal 21: 1–17. July 1999.
- (1999). "A Case Study in Early Joint Warfare: An Analysis of the Wehrmacht's Crimean Campaign of 1942." The Journal of Strategic Studies 22(4): 103–130. December 1999. Also in German translation as "Eine Fallstudie früher integrierter Kriegführung: Eine Analyse des Krimfeldzuges der Wehrmacht im Jahre 1942." Reprinted in Jeremy Black, ed., The Second World War, Volume I: The German War 1939–1942 (London: Ashgate, 2007), p. 483–510.
- (2000). "Too Little, Too Late: An Analysis of Hitler's Failure in August 1942 to Damage Soviet Oil Production." The Journal of Military History 64(3): 769–794. July 2000. Also in Spanish translation as "Demasiado Poco, Demasiado Tarde: Un Análisis del Fracaso de Hitler en Agos-to de 1942 de Dañar la Producción Pe-trolífera Soviética." Reprinted in Jeremy Black, ed., The Second World War, Volume I: The German War 1939–1942 (London: Ashgate, 2007), p. 511–536.
- (2001). "Horatio Lord Nelson's Warfighting Style and the Maneuver Warfare Paradigm." Defence Studies 1(2): 15–37. Summer 2001.
- (2002). "Prayers Before Battle: The Spiritual Utterances of Three Great Commanders." US Army Chaplaincy Journal (Winter-Spring 2002), p. 32–40.
- (2002). "Current and Future Command Challenges for New Zealand Defence Force Personnel." Australian Defence Force Journal 155: 39–45. July/August 2002.
- (2009). "Air Power and the Environment: The Ecological Implications of Modern Air Warfare." Air Power Review 12(3): 15–41. Autumn 2009.
- (2010). “Adding Brain to Brawn: The School of Advanced Air and Space Studies and its Impact on Air Power Thinking”. Air Power Review 13(2): 69–80. Summer 2010 [with Tamir Libel].
- (2010). “The Qur’an and War: Observations on Islamic Just War”. Air Power Review 13(3): 41–63. Autumn/Winter 2010.
- (2010). “Air Power, Ethics and Civilian Immunity during the Great War and its Aftermath”. Global War Studies 7(2): 102-130. December 2010.
- (2010). Introduction to Shaykh-ul-Islam Muhammad Tahir-ul-Qadri, Fatwa on Terrorism and Suicide Bombings (London: Minhaj-ul-Quran International).
- (2011). “Reflections on the Maxwell ‘Revolution’: John Warden and Reforms in Professional Military Education”. Air Power Review 14(1): 11-33. Spring 2011 [with Tamir Libel].
- (2011). “Qur’anic Concepts of the Ethics of Warfare: Challenging the Claims of Islamic Aggressiveness”. Cordoba Foundation Occasional Paper, Series No. 2, April 2011. ISSN 2045-6603.

### Monographie
- (2000). Adolf Hitler and Joint Warfare. Military Studies Institute Working Papers Series No. 2/2000. Military Studies Institute, New Zealand Defence Force. (44 pp.)

### Livres

#### Essais
- (1998). Stopped at Stalingrad: The Luftwaffe and Hitler’s Defeat in the East 1942-1943. Modern War Studies series. Lawrence, KS: University Press of Kansas.  (ISBN 0700611460).
- (2000). (edited). A Joint Future? The Move to Jointness and its Implications for the New Zealand Defence Force. Massey University, Centre for Defence Studies.
- (2003). For God and Glory: Lord Nelson and His Way of War. Annapolis, MD: U.S. Naval Institute Press.  (ISBN 1591143519).
- (2003). (edited with Glyn Harper). Born to Lead? Portraits of New Zealand Commanders. Auckland: Exisle Publishing.  (ISBN 0908988338).
- (2006). Stalingrad. Pen & Sword Battleground series. London: Millennium.  (ISBN 1844154742).
- (2009). (edited). Air Power, Insurgency and the “War on Terror”. Royal Air Force Centre for Air Power Studies.  (ISBN 978-0-9552189-6-5).
- (2012). Warfare in The Qur’an. English Monograph Series — Book No. 14. Royal Islamic Strategic Studies Centre, Amman, Jordan.  (ISBN 978-9957-428-50-1).

##### En cours de publication
- (Expected Fall or Winter). A "Bomb and Pray" War: Explaining Yugoslavia's Stubborn Resistance to NATO Coercion in 1999.
- “Splitting the Moon: A Collection of Islamic Poetry”. Kube Publishers.  (ISBN 9781847740342).
- “Prophet and Warrior: The Conduct and Justice of Muhammad’s Military Campaigns”. Kube Publishers.  (ISBN 9780860374695).

#### Fiction et poésie
- (2003). Jenny Green Teeth and other short stories. Palmerston North, New Zealand: Totem Press.  (ISBN 0958244634).
- (2003). Lifeblood (A Book of Poems). Palmerston North, New Zealand: Totem Press.  (ISBN 0958244618).

### Parties de livres
- (2008). The Luftwaffe’s Agility: An assessment of Relevant Concepts and Practices in Neville Parton, editor, Air Power: The Agile Air Force. Royal Air Force. HMSO.  (ISBN 0-9552189-1-8).
- (2009). Air Power: The Quest to remove Battle from War in John Buckley and George Kassimeris, editors, The Ashgate Companion to Modern Warfare. London: Ashgate, 2009.  (ISBN 9780754674108).

### Conférences et présentations
- (2006). "The Luftwaffe’s Agility: An Assessment of Relevant Concepts and Practices." Paper presented at the biennial Air Power Conference, Hendon, London, U.K., 9 and 20 July 2006.
- (2006). "The Luftwaffe’s Agility: Some Relevant Concepts and Practices." Powerpoint presentation to accompany paper presented at the biennial Air Power Conference, Hendon, London, U.K., 9 and 20 July 2006.